# Bakkar Buthi
Bakkar Buthi ist der moderne Name einer Siedlung der Indus-Kultur in Balutschistan (Pakistan). Sie liegt an den Flüssen Kanrach und Windar. Der Ort lag auf einem Hügel und bestand aus zwei Bereichen. Es gab eine Festung und eine daneben liegende Siedlung mit Werkstätten, in denen Hornstein verarbeitet wurde. Die Bauten der Siedlung bestanden aus Stein und Lehm. Südlich von Bakkar Buthi konnte ein Staudammrest festgestellt werden. Er ist der südlichste von insgesamt drei Dämmen, die auf eine ausgefeilte Bewässerungswirtschaft schließen lassen. Die Keramik ist typisch für die Indus-Kultur, es fand sich aber auch Keramik der Kulli-Kultur. Auf einer Scherbe sind Zeichen der Indus-Schrift eingeritzt. Der Ort war etwa von 2400 bis 2000 v. Chr. bewohnt.